# Cynoglossum borbonicum
Cynoglossum borbonicum är en strävbladig växtart som beskrevs av Jean-Baptiste Bory de Saint-Vincent. Cynoglossum borbonicum ingår i släktet hundtungor, och familjen strävbladiga växter. Inga underarter finns listade i Catalogue of Life.

## Bildgalleri

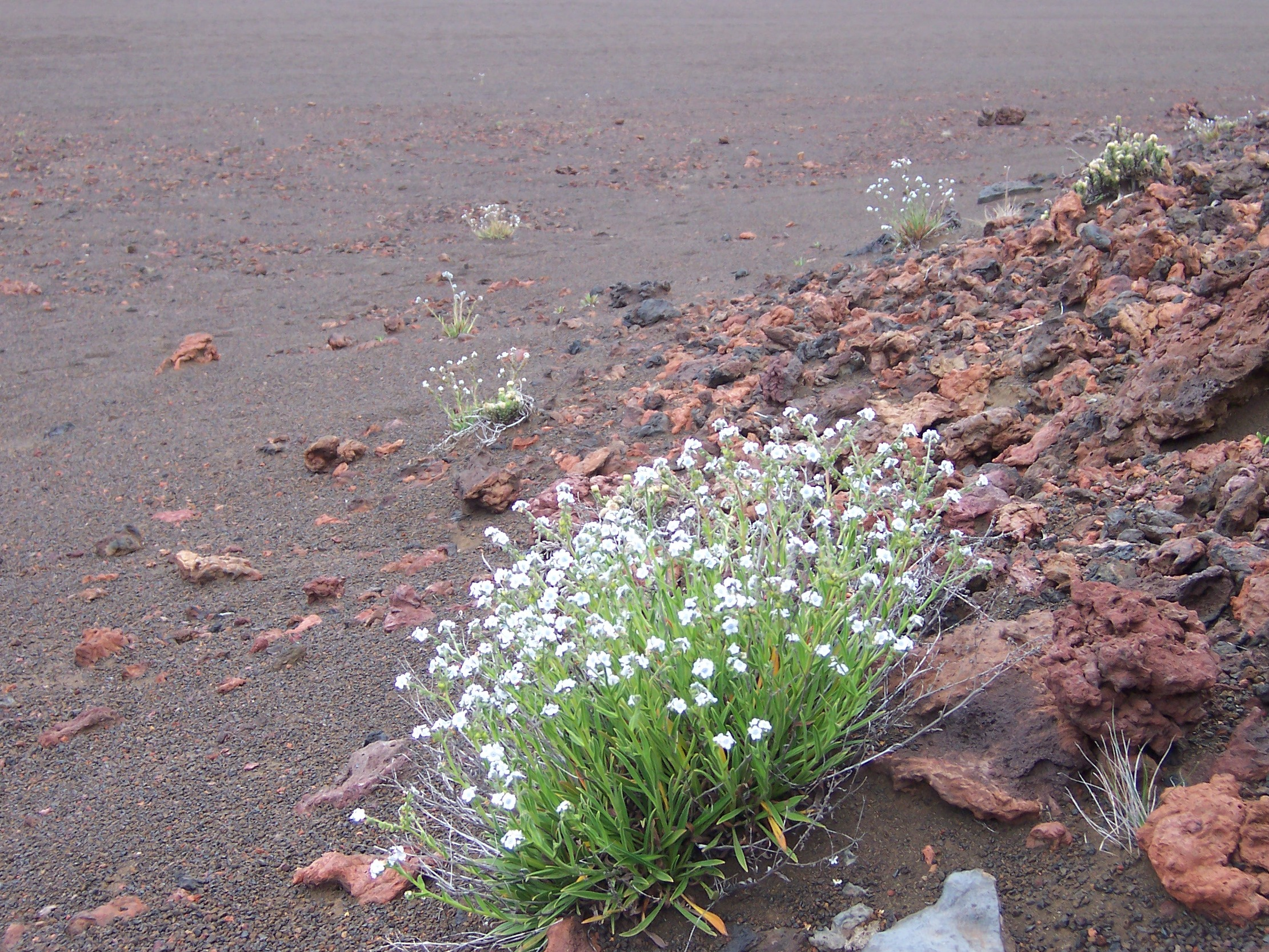
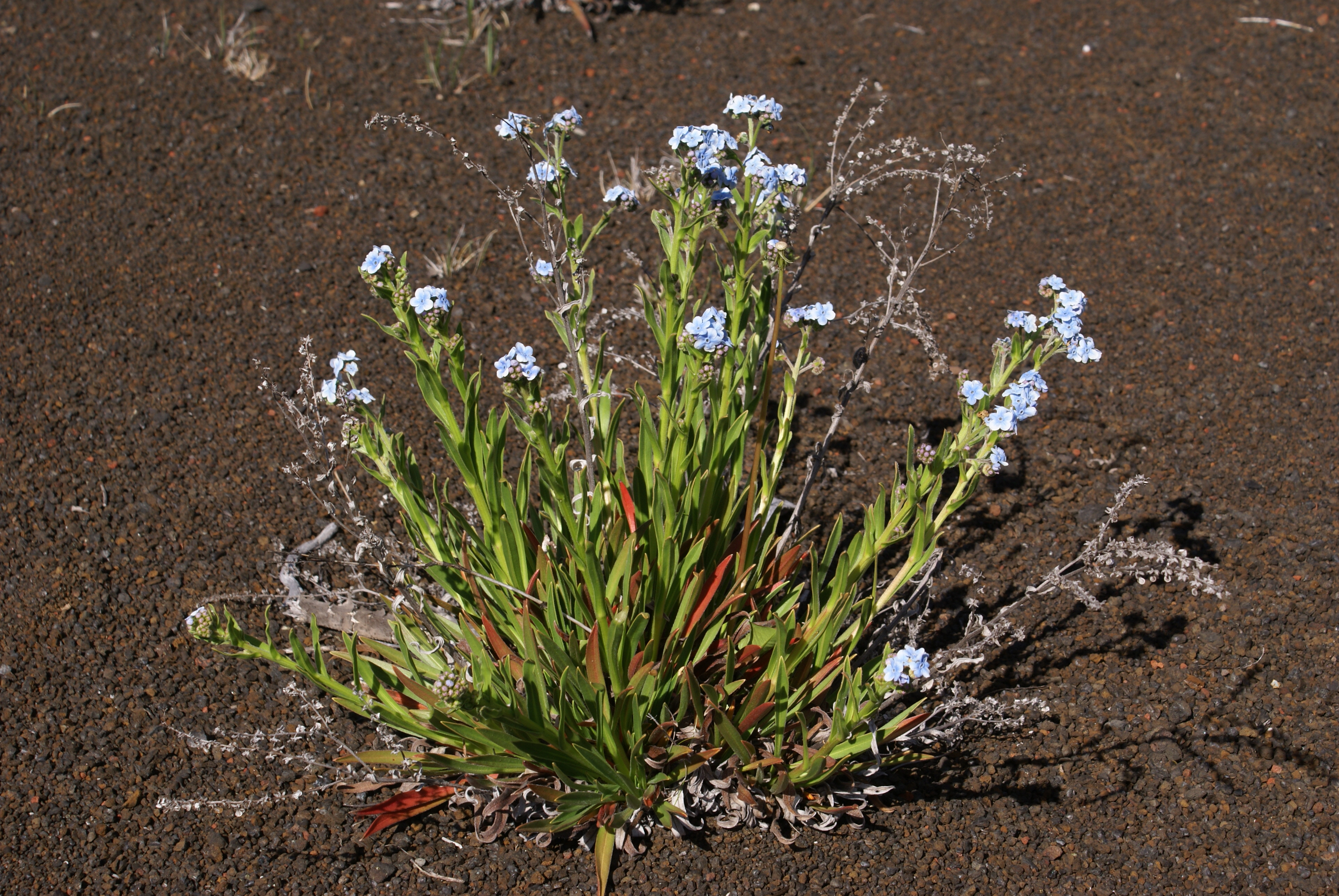
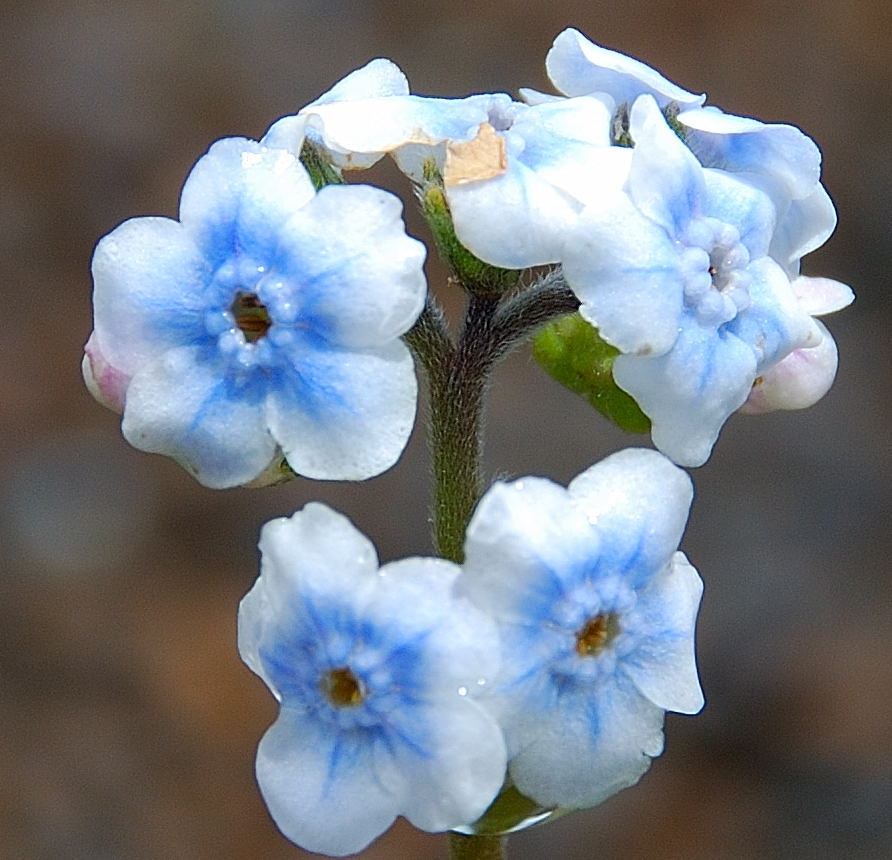